# Sul Espírito-Santense
Sul Espírito-Santense is een van de vier mesoregio's van de Braziliaanse deelstaat Espírito Santo. Zij grenst aan de Atlantische Oceaan in het oosten, de deelstaten Rio de Janeiro in het zuiden en zuidwesten en Minas Gerais in het westen en noordwesten en de mesoregio Central Espírito-Santense in het noorden en noordoosten. De mesoregio heeft een oppervlakte van ca. 8843 km². Midden 2004 werd het inwoneraantal geschat op 570.637.
Drie microregio's behoren tot deze mesoregio:
- Alegre
- Cachoeiro de Itapemirim
- Itapemirim

Mesoregio's: Central Espírito-Santense · Litoral Norte Espírito-Santense · Noroeste Espírito-Santense · Sul Espírito-Santense

Microregio's: Afonso Cláudio · Alegre · Barra de São Francisco · Cachoeiro de Itapemirim · Colatina · Guarapari · Itapemirim · Linhares · Montanha · Nova Venécia · Santa Teresa · São Mateus · Vitória